# Rejestr sprawców przestępstw na tle seksualnym w Polsce
Rejestr sprawców przestępstw na tle seksualnym – rejestr obywateli polskich, którzy dopuścili się przestępstwa z pobudek seksualnych, wprowadzony na mocy ustawy z dnia 13 maja 2016 r. o przeciwdziałaniu zagrożeniom przestępczością na tle seksualnym. Działanie rejestru rozpoczęło się 1 października 2017. Składa się on z dwóch części: z dostępem publicznym oraz z dostępem ograniczonym. Osoby znajdujące się w rejestrach obowiązuje również kontrola: są zobowiązane informować policję o faktycznym adresie swego pobytu oraz o każdej zmianie tego adresu na okres ponad trzech dni. Wprowadzono okres przejściowy do 1 grudnia, podczas którego osoby mające się znaleźć w rejestrze mogą składać wnioski do sądów o wyłączenie ich z rejestru publicznego.

## Rejestr z dostępem publicznym
Część ta jest ogólnodostępna i opublikowana jest na stronie Biuletynu Informacji Publicznej Ministerstwa Sprawiedliwości. Znajdują się na niej dane osób, które dopuściły się przestępstwa natury seksualnej, które nie uległo zatarciu z art. 197 § 3 pkt 2 lub § 4 Kodeksu karnego oraz art. 168 § 2 ustawy z dnia 19 kwietnia 1969 r. – Kodeks karny, jeśli sprawca działał ze szczególnym okrucieństwem. Sprawcy tych przestępstw mają możliwość złożenia do sądu wniosku o wyłączenie z rejestru, jeśli ich czyn nastąpił przed 1 października 2017.

## Rejestr z dostępem ograniczonym
Do rejestru ograniczonego będą mieli dostęp przedstawiciele organów ścigania i wymiaru sprawiedliwości, a także instytucji zajmujących się opieką nad dziećmi, którzy będą mieli obowiązek sprawdzić, czy zatrudniane przez nich osoby są notowane. W rejestrze tym znajdują się dane osób skazanych za przestępstwa na tle seksualnym, za czyny pedofilne i zgwałcenia. Sprawcy tych przestępstw nie mają możliwości złożenia do sądu wniosku o wyłączenie z rejestru.

## Dane identyfikujące osobę
W rejestrze publicznym znajdą się następujące dane:
- imię i nazwisko
- szczegóły związane z orzeczeniem
- wizerunek twarzy (na podstawie zdjęcia z dowodu osobistego);
- nazwa miejscowości, w której dana osoba przebywa.

W rejestrze ograniczonym znajdują się dodatkowo
- numer PESEL
- aktualne adresy zameldowania na pobyt stały lub czasowy
- faktyczny adres pobytu uzyskany od właściwej jednostki policji.